# Boris Cyrulnik

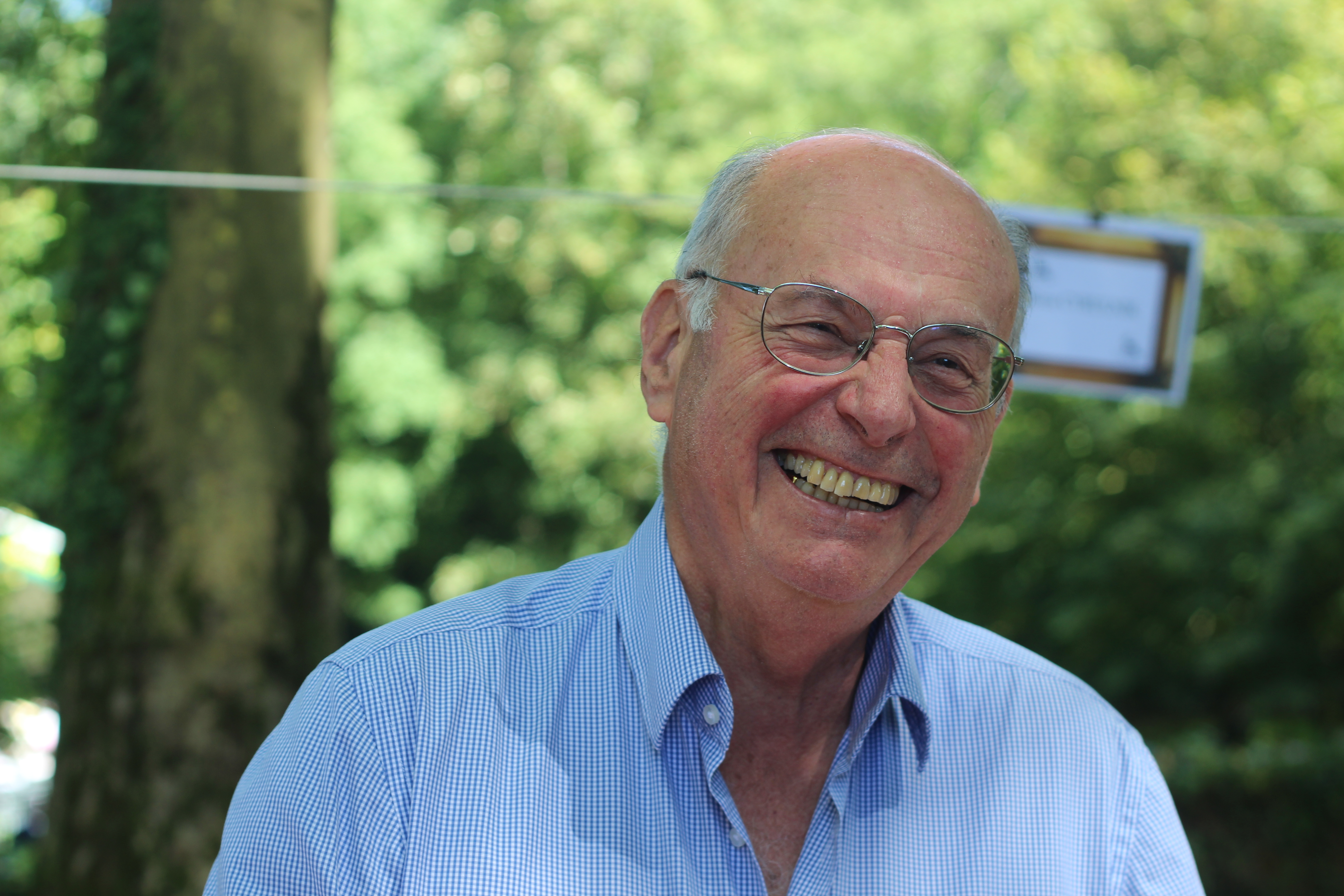
Boris Cyrulnik (2014)

Boris Cyrulnik (ur. 26 lipca 1937 w Bordeaux) – francuski lekarz żydowskiego pochodzenia, specjalista neurolog i psychiatra; etolog.

## Życiorys
Boris Cyrulnik urodził się w rodzinie żydowskiej. Jego ojciec był stolarzem, który później zaciągnął się do Legii Cudzoziemskiej. Podczas okupacji rodzice oddali go do pensjonatu mając nadzieję, że w ten sposób uda mu się uniknąć zatrzymania przez hitlerowców. Z pensjonatu trafił do domu pomocy publicznej. Ocaliła go wówczas nauczycielka Marguerite Farge, która schowała go w swoim domu. Później podczas łapanki trafił do dużej synagogi w Bordeaux, gdzie zgromadzono żydów do deportacji. Udało mu się ukryć w toalecie, dzięki czemu nie podzielił losu innych. Pomogła mu pielęgniarka, która schowała go w ciężarówce. Przez jakiś czas ukrywała go siatka działaczy ruchu oporu, po czym został umieszczony jako parobek na farmie pod przybranym nazwiskiem Jean Laborde, gdzie pozostał do czasu wyzwolenia. Do Paryża zabrała go ciotka, która dalej go wychowywała. Jego rodzice nie uniknęli deportacji i zostali zamordowani przez hitlerowców. Osobista trauma, jakiej doświadczył, przyczyniła się do tego, że postanowił zostać psychiatrą.
Po ukończeniu szkoły średniej (Lycée Jacques-Decour) w Paryżu studiował na wydziale medycznym Sorbony, następnie psychologię w Instytucie Psychologii Université de Paris V. Po studiach pracował w Paryżu, od 1967 roku jako internista i neurochirurg, a w latach 1968–1971 jako psychiatra w Digne-les-Bains. W latach 1972–1991 był neurologiem w szpitalu w Toulon-La-Seyne. W latach 1974–1994 prowadził na część etatu wykłady na wydziale medycznym Université d’Aix-Marseille II. Od 1996 roku dyrektor ds. nauczania na Université du sud - Toulon - Var). Od 1998 był dyrektorem Centre national de création et de diffusion culturelles de Châteauvallon (Narodowego Centrum Twórczości i Dyfuzji Kulturalnej w Châteauvallon (utworzonym, by propagować działalność związaną głównie z teatrem i choreografią).
Boris Cyrulnik był jedną z 43 osób, które weszły do komisji Jacques’a Attali, która zajmowała się analizami tego, co hamuje i tego, co przyczynia się do wzrostu. Komisja ta została powołana przez Nicolasa Sarkozy’ego 30 sierpnia 2007 roku.
Cyrulnik napisał kilka książek popularyzujących naukę i psychologię. We Francji jest znany szczególnie jako twórca i popularyzator koncepcji odporności psychicznej (która wskazuje na posiadanie przez ludzi zdolności do radzenia sobie w okolicznościach stresu i katastrof).

## Tłumaczenia prac na j. polski
- Anatomia uczuć, Warszawa 1997, Wydawnictwo W.A.B, Agencja Wydawnicza Jacek Santorski & Co., s.256, ISBN 83-86821-25-6, ISBN 83-87021-23-7 (Les nourritures affectives 1993)
- Rozmowy o miłości na skraju przepaści, tł. Ewa Kaniowska, Warszawa 2011, Wydawnictwo Czarna Owca, seria Terapia traumy, ISBN 978-83-7554-277-6 (Parler d’amour au bord du gouffre 2004)